# Drets del col·lectiu LGBT a les Seychelles

Aquest és un article sobre els drets LGBT a les Seychelles. Les persones lesbianes, gais, bisexuals i transsexuals a Seychelles han d'afrontar reptes legals que no experimenten els residents no LGBT. L'activitat sexual entre persones del mateix sexe és legal. La discriminació per motius d'orientació sexual està prohibida a les Seychelles, convertint-la en un dels pocs països africans que té aquestes proteccions per a les persones LGBT.

## Legislació

### Legalitat de l'homosexualitat
Fins a juny de 2016 la Secció 151 del Codi Penal de Seychelles deia:
| « | Qualsevol persona que: a) mantingui contacte carnal amb qualsevol persona en contra natura; o *** c) permeti a un home tenir actes carnals contra l'ordre natural és culpable d'una fellonia, sent responsable dels seus actes havent de complir fins a catorze anys de presó. | » |

Sota aquesta interpretació, la sodomia, entesa com el sexe entre homes, era criminalitzada i considerada com un delicte «contra natura», encara que no estaven inclosos els actes sexuals entre dones, com tampoc en cap altra llei criminal.
En octubre de 2011, el govern de les Seychelles va manifestar el seu interès a derogar aquest article «tan aviat com el govern i la societat civil així ho vulguin». Això es va concretar el 29 de febrer de 2016 amb l'enviament al parlament del projecte de llei, el qual va ser aprovat pel poder legislatiu de Seychelles el 18 de maig del mateix any. D'aquesta manera, la legislació no sanciona els actes homosexuals consentits, entre adults i dins de l'àmbit privat. Així mateix, Seychelles és un país signatari de la Declaració sobre orientació sexual i identitat de gènere de les Nacions Unides.

### Reconeixement d'unions del mateix sexe
Seychelles no reconeix el matrimoni entre persones del mateix sexe, com tampoc la unió civil o un altre tipus de reconeixement a parelles homosexuals, per tant, tampoc és reconeguda la família homoparental.
En juny de 2015 dos homes, un de nacionalitat britànica i l'altre de les Seychelles, foren casats a l'Alta Comissió Britànica per Lindsay Skoll, l'Alt Comissionat Britànic per a les Seychelles.

### Adopció i parentiu
Una parella casada o una sola persona poden adoptar un fill.

### Protecció legal contra la discriminació
La Llei d'Ocupació de 1995 prohibeix i sanciona tota mena de discriminació sobre la base de la orientació sexual d'un treballador. La Llei estableix el següent:
Secció 2. En aquesta llei –
* * * *
"assetjament" significa qualsevol acte, discurs o gest desagradable d'una persona cap a una altra persona basada en l'orientació sexual de l'altra persona ... ja que afectaria negativament la dignitat de l'altra persona o la faria la persona se senti amenaçada, humiliada o avergonyida;
Secció 46A. (1) Quan un empresari pren una decisió d'ocupació contra un treballador per motius de l'orientació sexual del treballador ..., el treballador pot presentar una reclamació davant el director executiu, tot indicant totes les dades rellevants.

## Situació social
Encara que històricament l'homosexualitat ha estat considerada com un tema tabú en la societat de les Seychelles des que es van implantar les lleis colonialistes britàniques, no obstant això i igual que altres països d'Àfrica, s'han mostrat senyals d'obertura en el segle xxi i especialment després de la despenalització dels actes homosexuals, obrint-se a la possibilitat d'implementar ofertes pel turisme homosexual, ja que el turisme representa la principal font d'ingressos del país insular.

## Taula resum
| Activitat sexual legal amb el mateix sexe                     | (Des de 2016) |
| Mateixa edat de consentiment                                  | (Des de 2016) |
| Lleis antidiscriminació a la feina                            | (Des de 2016) |
| Lleis antidiscriminació en la prestació de béns i serveis     | No            |
| Matrimoni del mateix sexe                                     | No            |
| Lleis antidiscriminació en el discurs de l'odi i la violència | No            |
| Reconeixement de les parelles del mateix sexe                 | No            |
| Adopció de fillastres per parelles del mateix sexe            | No            |
| Adopció conjunta per parelles del mateix sexe                 | No            |
| Prestació de servei militar per gais i lesbianes              |               |
| Dret legal a canviar de gènere                                |               |
| Accés a la fecundació in vitro per lesbianes                  |               |
| Subrogació comercial per a parelles d'homes homosexuals       |               |
| Permís per donar sang als MSMs                                | No            |